# Berberis diaphana
Berberis diaphana är en berberisväxtart som beskrevs av Carl Maximowicz. Berberis diaphana ingår i släktet berberisar, och familjen berberisväxter. Inga underarter finns listade i Catalogue of Life.